# Cantó de Dieulouard
El cantó de Dieulouard és un cantó francès del departament de Meurthe i Mosel·la, al districte de Nancy. Té 11 municipis (Blénod-lès-Pont-à-Mousson, Dieulouard, Fey-en-Haye, Jezainville, Maidières, Montauville, Norroy-lès-Pont-à-Mousson, Pagny-sur-Moselle, Prény, Vandières i Villers-sous-Prény)i el cap és Dieulouard.
| Data d'elecció                           | Identitat         | Partit | Qualitat |
| ---------------------------------------- | ----------------- | ------ | -------- |
| 1982-1994                                | Yvon Tondon       | PS     |          |
| 1994-2001                                | Christian Leclerc | PS     |          |
| 2001-                                    | Yvon Biston       | PS     |          |
| les dades anteriors no són pas conegudes |                   |        |          |
|                                          |                   |        |          |

| A partir de 1990: Població sense dobles comptes |